# Dia Mundial del Son
El Dia Mundial del Son (en anglès: World Sleep Day) se celebra cada divendres anterior a l'equinocci de març, des de 2008. Durant aquest dia es realitzen diverses activitats a tot el món, amb l'objectiu d'alertar la població dels problemes vinculats al son. Aquest esdeveniment és promogut per l'Associació Mundial de Medicina del Son (en anglès WASM: World Association of Sleep Medicine). Mitjançant aquesta jornada s'intenta conscienciar la societat sobre els trastorns del son, promoure'n la prevenció i l'educació i una millor comprensió dels mateixos, que afecten la salut i la qualitat de vida d'una gran part de la població mundial.

## Història
El primer Dia Mundial de la Son es va dur a terme el 14 de març de 2008, sota el lema Sleep Well, Live Fully Awake.
| Any                | Lema                                             |
| ------------------ | ------------------------------------------------ |
| 15 de març de 2019 | Healthy Sleep, Healthy Aging                     |
| 16 de març de 2018 | Sleep World, Preserve Your Rhythms to Enjoy Life |
| 17 de març de 2017 | Sleep Soundly, Nurture Life                      |
| 18 de març de 2016 | Good Sleep is a Reachable Dream                  |
| 13 de març de 2015 | When Sleep is Sound, Health and Happiness Abound |
| 14 de març de 2014 | Restful Sleep, Easy Breathing, Healthy Body      |
| 15 de març de 2013 | Good Sleep, Healthy Aging                        |
| 16 de març de 2012 | Breathe Easily, Sleep Well                       |
| 18 de març de 2011 | Sleep Well, Grow Healthy                         |
| 19 de març de 2010 | Sleep Well, Stay Healthy                         |
| 20 de març de 2009 | Drive Alert, Arrive Safe                         |
| 14 de març de 2008 | Sleep Well, Live Fully Awake                     |